# Válka o Falklandy
Válka o Falklandy (anglicky: Falkland war, španělsky: Guerra de las Malvinas/Guerra del Atlántico Sur) byl válečný konflikt mezi Argentinou a Spojeným královstvím v roce 1982 o souostroví Falklandy/Malvíny, Jižní Georgii a Jižní Sandwichovy ostrovy. Předcházely jí staletí dlouhé spory o nadvládu nad těmito územími. Předehrou války se stalo vylodění 50 příslušníků Argentinského námořnictva na britský ostrov Jižní Georgie, kteří zde vztyčili vlajku Argentiny. Argentinské námořní síly invazi na Falklandy zahájily operací Rosario (šp. Růžencová; v plánovací fázi Azul – šp. modrá) večer 1. dubna. Válka nebyla ani jednou ze stran oficiálně vyhlášena. V Argentině byla považována za znovuobsazení vlastního území a ve Spojeném království za narušení nezávislosti britského území. Skončila porážkou Argentiny 14. června a de facto vedla k pádu vojenské diktatury v Argentině. Již tehdy se mluvilo o zásobách ropy a zemního plynu.

## Důležité události, rok 1982
- V noci z 1. na 2. dubna se argentinským speciálním jednotkám podařilo vylodit a ráno 2. dubna bez většího odporu dobýt hlavní město Falkland Port Stanley a odzbrojit místní posádku
- 3. dubna:
  - Argentinci dobyli Grytviken na Jižní Georgii
  - Rada bezpečnosti OSN schválila rezoluci č. 502 vyzývající Argentinu ke stažení z obsazených ostrovů
- 5. dubna hlavní síly britského úderného svazu, seskupené kolem letadlových lodí HMS Hermes (R12) a HMS Invincible (R05), vypluly z Portsmouthu
- 25. dubna – britským jednotkám se podařilo znovu dobýt ostrov Jižní Georgie
- 30. dubna – 12. června – série šesti náletů RAF z ostrova Ascension proti argentinským pozicím na Falklandách
- 2. května – britská ponorka HMS Conqueror (S48) potopila argentinský lehký křižník ARA General Belgrano (ex USS Phoenix (CL-46))
- 4. května – britský torpédoborec HMS Sheffield (D80) byl zasažen a těžce poškozen raketou Exocet AM39, následně se 10. května potopil
- 21. května – 4000 britských vojáků se vylodilo v zátoce San Carlos na Falklandách a zahájilo operaci s cílem znovu je dobýt
- 1. června – dalších 5000 britských vojáků se vylodilo na Falklandách
- 11. června – 14. června – boje o Port Stanley
- 14. června – britské jednotky dobyly Port Stanley, argentinské jednotky se vzdaly; konec války o Falklandy

## Příčiny války
Válka byla výsledkem dlouhodobého sporu mezi Spojeným královstvím a Argentinou o území Falklandských ostrovů (Argentinci označovaných jako Malvíny). Jedná se o hornaté ostrovy v Jižním Atlantiku, asi 480 km od argentinského pobřeží. O toto území od 17. století zápasili Španělé, Britové, Francouzi i Argentinci. Spojené království kontrolovalo ostrovy od roku 1833. Argentinský autoritativní vůdce Juan Manuel de Rosas dokonce ve 30. a 40. letech 19. století navrhoval Británii, ať ostrovy od Argentiny odkoupí. Britové na to však nikdy nepřistoupili, protože ostrovy už měli pod svou kontrolou.
Ani v pozdějším období se Argentina nikdy nevzdala svých nároků na souostroví. V roce 1965 dokonce Argentinci na půdě OSN vyjádřili názor, že by Falklandy měly být považovány za britskou kolonii. V roce 1976 se v Argentině dostala k moci vojenská junta, která zemi postupně přivedla do rozsáhlé ekonomické krize, což vedlo počátkem roku 1981 k velkým občanským nepokojům. V prosinci 1981 se dostala k moci nová junta pod vedením generála Leopolda Galtieriho, brigádního generála Basilia Lami Doza a admirála Jorge Anaya. Anaya byl dlouhodobým zastáncem řešení sporu se Spojeným královstvím o Falklandy vojenským zásahem.
Galtieriho vláda doufala, že pomocí válečných operací odvrátí pozornost obyvatelstva od chronických ekonomických problémů země, režimu a od porušování lidských práv. Tato opatření by také posílila její slábnoucí legitimitu. Argentinské noviny La Prensa spekulovaly krok za krokem nad plánem, který by začal přerušením dodávek na ostrovy, a po případném neúspěchu jednání na půdě OSN v průběhu roku 1982 by vedl k přímým bojovým operacím.
Zhoršující se vztahy mezi Británií a Argentinou vedly k tomu, že 19. března 1982 skupina argentinských obchodníků s kovovým šrotem (mezi nimiž byli i příslušníci námořnictva) vztyčila argentinskou vlajku na ostrově Jižní Georgie. Pobřežní plavidlo britské Royal Navy HMS Endurance následně vyrazilo z Port Stanley na Falklandách k Jižní Georgii. Argentinská junta, obávající se posílení britských pozic v Jižním Atlantiku, proto rychle naplánovala vylodění na Falklandách na 2. dubna. Britové varování o argentinské aktivitě vůbec nebrali na zřetel. Dne 1. dubna 1982 americký prezident Reagan varoval argentinského prezidenta Galtieriho, že vojenský zásah na Falklandách naruší vzájemné vztahy obou zemí.

## Argentinská invaze
Kódové označení argentinského útoku znělo operace Rosario. 2. dubna 1982 se argentinským speciálním jednotkám podařilo bez většího odporu dobýt hlavní město Falkland Stanley a odzbrojit místní posádku. Místní posádka tvořená britskou námořní pěchotou pod vedením majora Mikea Normana kladla pouze formální odpor. Argentinské jednotky přitom měly za úkol obsadit hlavní město, aniž by způsobily britské jednotce ztráty na životech.

## Britská reakce

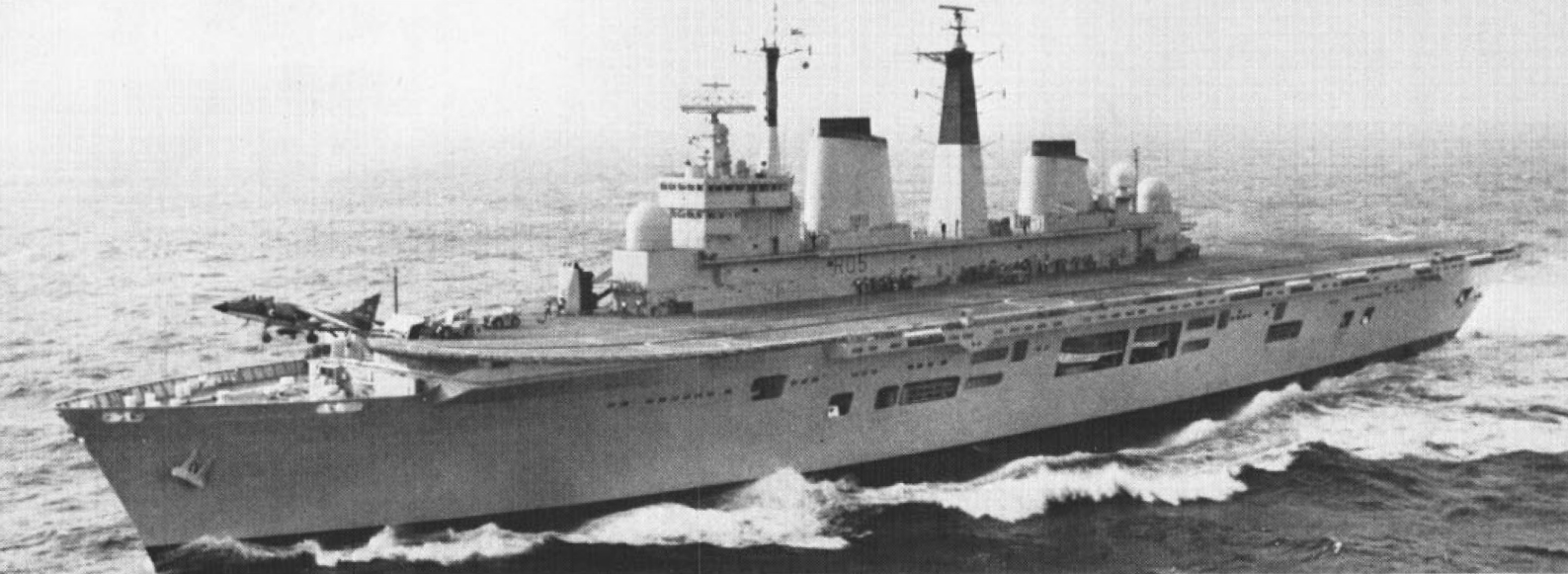
HMS Invincible (R05)

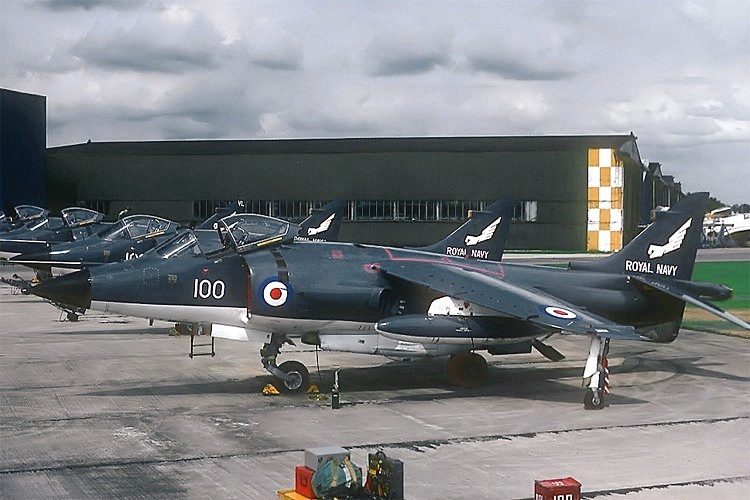
Sea Harrier FRS1

Spojené království v čele s premiérkou Margaret Thatcherovou následně odpovědělo vojensky i diplomaticky. Po dohodě s Evropským hospodářským společenstvím uvalily evropské země na Argentinu ekonomické sankce. Invazi na Falklandy odsoudila i Rada bezpečnosti OSN, která požádala Argentinu, aby svá vojska stáhla. Jednání Argentiny podporovala většina jihoamerických zemí s výjimkou Chile, které mělo také územní spory v oblasti ostrova Beagle Channel. Toto byl jeden z významných faktorů, který ovlivnil průběh vojenských operací, protože Argentinci z důvodu nejistoty ponechali všechny své elitní jednotky na hranicích s Chile.
Ruku v ruce s diplomatickými kroky Britové rychle sestavili improvizovanou námořní jednotku, jejímž cílem mělo být osvobození Falkland. Kódové označení znělo operace Corporate. Velitelem britských sil byl jmenován admirál Sir John Fieldhouse. Do oblasti byly v důsledku zhoršující se situace vyslány britské ponorky HMS Splendid a HMS Spartan už 29. března. Na podporu hlídkové lodi HMS Endurance byla vyslána i zásobovací loď RFA Fort Austin.
6. dubna byl na zasedání britské vlády sestaven válečný kabinet, který měl každý den dohlížet na vedení bojových operaci. Už 4. dubna byla do oblasti vyslána britská atomová ponorka HMS Conqueror. 7. dubna ji následovaly letadlové lodě HMS Invincible a HMS Hermes. Následně byly do oblasti vyslány dopravní lodě SS Canberra, vezoucí na palubě 3. brigádu Commandos, a RMS Queen Elizabeth 2 s 5. pěchotní brigádou. Celý britský svaz zahrnoval 127 lodí (47 vojenských lodí, 22 podpůrných plavidel a 62 obchodních dopravních lodí). Největší slabostí britských sil byl nedostatek letecké podpory. Britové měli k dispozici pouze 42 bojových letounů (28 typu Sea Harrier a 14 typu Harrier GR.3). Naproti tomu Argentinci disponovali asi 122 bojeschopnými vojenskými letadly, z nichž 50 byly stíhačky a zbytek byl použit pro přímou podporu pozemních vojsk.

## Protiútok Spojeného království
Do poloviny dubna se podařilo britskému letectvu RAF zprovoznit leteckou základnu na ostrově Ascension ve středním Atlantiku. 25. dubna 1982 britský prapor námořní pěchoty 42 Commando dobyl ostrov Jižní Georgie. U Falkland došlo k leteckým a námořním bojům mezi argentinským a britským letectvem a k vzájemným leteckým útokům na lodě nepřítele. 2. května britská ponorka HMS Conqueror potopila argentinský lehký křižník ARA General Belgrano. Od 30. dubna do 12. června Britové uskutečnili sérii šesti leteckých útoků proti argentinským pozicím na Falklandách.
Argentinské letectvo 4. května poškodilo francouzskými střelami AM39 Exocet britský torpédoborec HMS Sheffield. Posádka těžce poškozenou hořící loď opustila. Ta se potopila po šesti dnech.
Britské jednotky o síle asi 4 tisíce mužů se na Falklandách vylodily 21. května v oblasti zátoky San Carlos na ostrově East Falkland. Šlo o britskou obojživelnou bojovou skupinu pod vedením komodora Michaela Clappa. Tvořily ji jednotky Commandos námořní pěchoty a také výsadkové jednotky armády. Na britské jednotky vícekrát zaútočily nízko letící argentinské letouny. Argentinci při náletech zničili i fregaty HMS Ardent (21. května), HMS Antelope (24. května), torpédoborec HMS Coventry a kontejnerovou loď SS Atlantic Conveyor (25. května) nesoucí dopravní vrtulníky (Chinook), stavební zařízení na vybudování přistávací dráhy a stany. Ztráta lodě Atlantic Conveyor byla z logistického hlediska pro Brity těžkou ztrátou.
Britové postupovali do nitra ostrova a 27. až 28. května obsadili letiště Goose Green.
1. června se dalších 5 000 britských vojáků patřících k 5. pěchotní brigádě pod vedením generálmajora Moora vylodilo na Falklandách a v následujících dnech postupně zatlačili Argentince k městu Stanley. Boje o město Stanley trvaly od 11. do 14. června. 14. června britské jednotky město Stanley dobyly. Argentinské jednotky se vzdaly.
Bojové operace skončily kapitulací argentinských sil dne 14. června 1982. Argentina ztratila 655 vojáků, zatímco Spojené království přišlo o 255 vojáků. Na Falklandách zahynuly i 3 ženy – civilní osoby.

## Důsledky
Po neúspěchu ve válce byl argentinský vojenský režim natolik oslabený, že v průběhu následujícího roku se v zemi opět dostala k moci civilní vláda, která přinutila Galtieriho rezignovat. Naopak domácí podpora Margaret Thatcherové výrazně narostla.
Válku o Falklandy lze považovat za konflikt podobný koloniálním válkám. Válka však měla řadu mezinárodních dopadů. Konflikt sblížil Argentinu a Kubu. Postoj USA a prezidenta Reagana podkopal americkou pozici mediátora v konfliktech mezi evropskými zeměmi a jejich bývalými koloniemi. Tyto kroky výrazně zhoršily vztahy mezi zeměmi Latinské Ameriky a USA, jejichž obyvatelstvo bylo pohoršeno tím, že USA podpořily evropskou zemi při útoku na latinskoamerický stát.
Od obsazení Argentinou bylo na Falklandských ostrovech položeno přibližně dvacet tisíc nášlapných min. S jejich likvidací se začalo v roce 2009; více než sto specialistů (převážně ze Zimbabwe) muselo postupovat ručně, bez použití cvičených hlodavců. Dlouholetá práce byla slavnostně ukončena v listopadu 2020, téměř čtyřicet let po ukončení války.